# Otlophorus pictus
Otlophorus pictus är en stekelart som beskrevs av Pfankuch 1906. Otlophorus pictus ingår i släktet Otlophorus och familjen brokparasitsteklar. Arten är reproducerande i Sverige. Inga underarter finns listade i Catalogue of Life.